# Swainsona recta
Swainsona recta är en ärtväxtart som beskrevs av Alma Theodora Lee. Swainsona recta ingår i släktet Swainsona och familjen ärtväxter. IUCN kategoriserar arten globalt som starkt hotad. Inga underarter finns listade i Catalogue of Life.